# Jan Dijkxhoorn
Jan Dijkxhoorn (Amsterdam, 15 februari 1934 - Haarlem, 28 februari 2018) was een Nederlands ondernemer, voetballer en trainer. Bij Vitesse speelde Dijkxhoorn in het seizoen 1954-55. Later speelde hij nog bij Stormvogels en, als amateur in het zaalvoetbal, bij Tweede Jeugd en Aurora '75.
Midden jaren tachtig maakte Dijkxhoorn zich sterk tegen vermeende misstanden bij de Haarlemsche Voetbalbond en de tuchtrechtspraak van de HVB in het bijzonder. Dijkxhoorn publiceerde daarover ook een zwartboek, Crisis in het Paradijs. Het leverde hem weinig erkenning op, maar in 1987 wel een 'ernstige berisping' van de KNVB wegens het in diskrediet brengen van het voetbal in Nederland.
Nadien was Dijkxhoorn nog betrokken bij het opzetten van media in het damesvoetbal.